# Prêmio Oceanos
O Oceanos - Prêmio de Literatura em Língua Portuguesa (conhecido até 2014 como Prêmio Portugal Telecom de Literatura) é considerado um dos prêmios literários mais importantes entre os países de língua portuguesa, a par do Prêmio Jabuti ou Prêmio Camões, sendo considerado o equivalente lusófono do britânico Man Booker Prize, pelas semelhanças das suas regras e alto valor financeiro. 
O Prêmio foi criado em 2003 pela empresa portuguesa de telecomunicações Portugal Telecom para prestigiar e divulgar a literatura brasileira, selecionando o melhor livro do ano. A partir de 2007, o prêmio passou a estar aberto a autores de todos os países de língua portuguesa. 
Após a compra da Portugal Telecom pela operadora francesa Altice, o prêmio passou a se chamar Oceanos e a ser organizado pelo Itaú Cultural.
Desde 2017 que o Prêmio Oceanos conta com um júri constituído por especialistas brasileiros e portugueses. Em sua presente edição (2023), o Prêmio Oceanos conta com curadores de Moçambique e Cabo Verde, além de Brasil, de Portugal, o que demonstra uma representatividade maior de toda a lusofonia no processo de avaliação, tal como ocorre com o Prêmio Camões e o Prémio Internacional Pena de Ouro. A curadoria é da responsabilidade da gestora Selma Caetano, da editora Mirna Queiroz, e dos jornalistas Isabel Lucas e Manuel da Costa Pinto.
A última cerimônia foi transmitida ao vivo, em 08 de dezembro de 2021, pelo canal no YouTube do Itaú Cultural, responsável pela governança do prêmio, o Oceanos – Prêmio de Literatura em Língua Portuguesa 2021 que anunciou os três vencedores desta edição: o romance O plantador de abóboras, do escritor timorense Luís Cardoso, publicado em Portugal pela editora abysmo, foi o vencedor do prêmio em primeiro lugar. Esta é a primeira vez que um livro do continente asiático figura entre finalistas e vencedores. Em segundo lugar, ficou o romance O ausente, do escritor e professor brasileiro Edimilson de Almeida Pereira, publicado no Brasil pela Relicário. O terceiro lugar foi concedido ao romance O osso do meio, de Gonçalo M. Tavares, publicado em Portugal pela editora Relógio D’Água. 
O Oceanos é realizado via Lei de Incentivo à Cultura, pela Secretaria Especial da Cultura do Ministério do Turismo, e conta com o patrocínio do Banco Itaú, do Instituto Cultural Vale e da Direção-Geral do Livro, dos Arquivos e das Bibliotecas da República Portuguesa; o apoio do Itaú Cultural e do Ministério da Cultura e das Indústrias Criativas de Cabo Verde e o apoio institucional da Comunidade dos Países de Língua Portuguesa – CPLP.

## Lista de vencedores
| Ano  | Autor                                                                                       | País                                      | Título                                                                              | Categoria                  |
| ---- | ------------------------------------------------------------------------------------------- | ----------------------------------------- | ----------------------------------------------------------------------------------- | -------------------------- |
| 2003 | 1.º Bernardo Carvalho 1.º Dalton Trevisan 2.º Sebastião Uchoa Leite 3.º Mário Chamie        | Brasil · Brasil · Brasil · Brasil         | Nove Noites Pico na veia A regra secreta Horizonte de esgrimas                      | Romance Contos Poesia      |
| 2004 | 1.º Paulo Henriques Britto 2.º Sérgio Sant'Anna 3.º Luiz Antonio de Assis Brasil            | Brasil · Brasil · Brasil                  | Macau O vôo da madrugada A margem imóvel do rio                                     | Poesia Contos Romance      |
| 2005 | 1.º Amílcar Bettega Barbosa 2.º Silviano Santiago 3.º Edgard Telles Ribeiro                 | Brasil · Brasil · Brasil                  | Os lados do círculo O falso mentiroso Histórias mirabolantes de amores clandestinos |                            |
| 2006 | 1.º Milton Hatoum 2.º Alberto Martins 3.º Ricardo Lísias                                    | Brasil · Brasil · Brasil                  | Cinzas do norte História dos ossos Duas praças                                      |                            |
| 2007 | 1.º Gonçalo M. Tavares 2.º Dalton Trevisan 3.º Teixeira Coelho                              | Portugal · Brasil · Brasil                | Jerusalém Macho não ganha flor História natural da ditadura                         |                            |
| 2008 | 1.º Cristóvão Tezza 2.º António Lobo Antunes 2.º Beatriz Bracher 3.º Bernardo Carvalho      | Brasil · Portugal · Brasil                | O filho eterno Eu hei-de amar uma pedra Antonio O sol se põe em São Paulo           |                            |
| 2009 | 1.º Nuno Ramos 2.º João Gilberto Noll 3.º Lourenço Mutarelli                                | Brasil · Brasil · Brasil                  | Ó Acenos e afagos A arte de produzir efeito sem causa                               |                            |
| 2010 | 1.º Chico Buarque 2.º Rodrigo Lacerda 3.º Armando Freitas Filho                             | Brasil · Brasil · Brasil                  | Leite Derramado Outra Vida Lar                                                      |                            |
| 2011 | 1.º Rubens Figueiredo 2.º Gonçalo M. Tavares 3.º Marina Colasanti                           | Brasil · Portugal · Brasil                | Passageiro do Fim do Dia Uma Viagem à Índia Minha Guerra Alheia                     |                            |
| 2012 | 1.º Valter Hugo Mãe 2.º Dalton Trevisan 3.º Nuno Ramos                                      | Portugal · Brasil · Brasil                | A Máquina de Fazer Espanhóis O Anão e a Ninfeta Junco                               |                            |
| 2013 | 1.° José Luiz Passos 2.° Eucanaã Ferraz 3.°Cíntia Moscovich                                 | Brasil' · Brasil · Brasil                 | O Sonâmbulo Amador Sentimental Essa Coisa Brilhante que É a Chuva                   |                            |
| 2014 | 1.° Sérgio Rodrigues 2.° Everardo Norões 3.° Gastão Cruz                                    | Brasil · Brasil · Portugal                | O Drible Entre moscas Observação de verão seguido de fogo                           |                            |
| 2015 | 1.º Silviano Santiago 2.º Elvira Vigna 3.º Alberto Mussa e Glauco Mattoso                   | Brasil · Brasil · Brasil                  | Mil Rosas Roubadas Por Escrito A Primeira História do Mundo e Saccola de Feira      |                            |
| 2016 | 1.º José Luís Peixoto 2.º Julián Fuks 3.º Ana Martins Marques 4.º Arthur Dapieve            | Portugal · Brasil · Brasil · Brasil       | Galveias A Resistência O livro das semelhanças Maracanazo e outras histórias        |                            |
| 2017 | 1.º Ana Teresa Pereira 2.º Silviano Santiago 3.º Helder Moura Pereira 4.º Bernardo Carvalho | Portugal · Brasil · Portugal · Brasil     | Karen Machado Golpe de Teatro Simpatia pelo Demônio                                 | Romance Poesia Romance     |
| 2018 | 1.º Marília Garcia 2.º Bruno Vieira Amaral 3.º Luís Quintais 4.º Luis Carlos Patraquim      | Brasil · Portugal · Portugal · Moçambique | Câmera Lenta Hoje Estarás Comigo No Paraíso A Noite Imóvel O Deus Restante          | Poesia Romance Poesia      |
| 2019 | 1.º Djaimilia Pereira de Almeida 2.º Dulce Maria Cardoso 3.º Nara Vidal                     | Angola Portugal Brasil                    | Luanda, Lisboa, Paraíso Eliete Sorte                                                | Romance Romance Romance    |
| 2020 | 1.º Itamar Vieira Junior 2.º Djaimilia Pereira de Almeida 3.º Maria Valéria Rezende         | Brasil Portugal Brasil                    | Torto Arado A Visão das Plantas Carta à Rainha Louca                                | Romance Romance Romance    |
| 2021 | 1.º Luís Cardoso de Noronha 2.º Edimilson de Almeida Pereira 3.º Gonçalo M. Tavares         | Timor-Leste Brasil Portugal               | O plantador de abóboras O ausente O osso do meio                                    | Romance Romance Romance    |
| 2022 | 1.º Alexandra Lucas Coelho 2.º João Paulo Borges Coelho 3.º Micheliny Verunschk             | Portugal Moçambique Brasil                | Líbano, labirinto Museu da Revolução O som do rugido da onça                        | Não ficção Romance Romance |
| 2023 | Prosa - Joaquim Arena Poesia Prisca Agustoni                                                | Cabo Verde Brasil                         | Siríaco e Mister Charles O gosto amargo dos metais                                  | Prosa Poesia               |
| 2024 | Prosa - Micheliny Verunschk Poesia - Nuno Júdice                                            | Brasil Portugal                           | Caminhando com os mortos Uma colheita de silêncios                                  | Prosa Poesia               |